# Uchiyama Gudō
Uchiyama Gudō est un nom japonais traditionnel ; le nom de famille (ou le nom d'école), Uchiyama, précède donc le prénom (ou le nom d'artiste).
Uchiyama Gudō (内山 愚童, 17 mai 1874 – 24 janvier 1911) est un prêtre bouddhiste zen Sōtō japonais et un activiste socialo-anarchiste exécuté après l'incident de haute trahison. Il est l'un des chefs bouddhistes qui s'opposent au gouvernement de Meiji et à ses projets impérialistes. Gudō est un partisan d'une redistribution des terres, du renversement du système impérial, encourageant les conscrits à déserter en masse et prônant des droits démocratiques pour tous,,. Il critique les chefs zen qui prétendent qu'une position sociale basse est justifiée par le karma et qui vendent des abbayes aux plus offrants.

## Biographie

### Jeunesse et formation
Uchiyama Gudō apprend le commerce de statues de bois, comme les statues bouddhistes et les autels familiaux, de son père. Alors étudiant, il reçoit une récompense préfectorale pour ses résultats excellents et commence à s'intéresser à Sakura Sōgorō. Le père d'Uchiyama meurt alors qu'il a 16 ans.
Gudō est ordonné prêtre zen Sōtō en 1897 et devient l'abbé du temple Rinsen-ji dans la région rurale des montagnes de Hakone en 1904, afin d'achever ses études zen. Selon une légende locale, chaque automne, il distribue la récolte du verger du temple aux familles locales, qui sont généralement très pauvres. La même année que sa nomination comme abbé, Gudō s'intéresse aux communautés sangha chinois comme un modèle de mode de vie commun sans propriétés privées. Il commence à s'identifier comme un socialo-anarchiste après avoir découvert l'idéologie du journal Heimin Shimbun. Citant des passages du Sūtra du Lotus et du Sūtra du Diamant dans l'édition de janvier 1904, Gudō écrit:

« Comme propagateur du bouddhiste, j'enseigne que « tous les êtres sensibles ont la nature de Bouddha » et qu'« au sein du Dharma, il y a l'égalité, sans supérieur ni inférieur ». De plus, j'enseigne que « tous les êtres sensibles sont mes enfants ». Ayant fait de ces mots la base de ma foi, j'ai découvert qu'ils sont en accord complet avec les principes du socialisme. C'est ainsi que je suis devenu un croyant du socialisme. »

Après que les persécutions du gouvernement aient poussé les socialistes et les mouvements pacifistes du Japon dans la clandestinité, Gudō rend visite à Shūsui Kōtoku à Tokyo en 1908 et achète de l'équipement qui sera plus tard utilisé pour installer une presse secrète dans son temple. Gudō l'utilise pour imprimer des tracts et pamphlets socialistes et publie également certains de ses écrits.

### Emprisonnement, procès et exécution
En raison de la popularité des publications subversives de Gudō, il est arrêté en mai 1909 et accusé de violer les lois de la presse et des publications. Après avoir perquisitionné le temple Rinsen-ji, la police déclare avoir découvert du matériel destiné à fabriquer des engins explosifs. Gudō est ainsi lié à l'incident de haute trahison dans lequel 12 conspirateurs supposés sont condamnés pour avoir comploté contre l'empereur en 1911.
En montant les marches de l'échafaud, Gudō n'aurait « pas montré le moindre signe de détresse émotionnelle. Il apparaît au contraire serein, et même gai au moment où il se prosterne devant le chapelain de la prison ».

### Dépossession et restauration de sa prêtrise
En juillet 1909, avant la condamnation de Gudō, des officiels de la secte zen Sōtō se sont déplacés pour retirer à Gudō sa prêtrise. Après sa condamnation, ils le privent de son statut de prêtre en juin 1910. Gudō continue à se considérer lui-même comme un prêtre jusqu'à sa mort.
En 1993, la secte zen Sōtō restaure le statut de prêtre de Gudō en déclarant qu'« au regard du respect des droits de l'homme d'aujourd'hui, les écrits d'Uchiyama Gudō contiennent des éléments en avance sur son temps » et que « les actions de la secte étaient fortement influencées par le régime impérial. Elle n'avaient pas pour but de protéger le caractère bouddhiste unique des prêtres de la secte ».